# Ado Odo/Ota
A Ado-Odo/Ota é uma das 19 Áreas de Governo Local e é a segunda maior em Ogum, Nigéria. Ado-Odo/Ota faz fronteira com a metropolitana Lagos. A capital do Governo Local é Otá ao norte da área.. Algumas outras vilas e cidades incluem Ado-Odo, Agbara, Igbesa, Iju-Ota, Itele, Kooko Ebiye Town, Owode, Sango Ota etc. O imediato presidente executivo é o Gboyega Salami.
Possui uma área de 878 km² e uma população de 526.565 no censo de 2006. Sendo essencialmente de natureza agrária, a Área do Governo Local produz dinheiro e alimentos, especialmente cacau, óleo de palma, café, mandioca, madeira, milho, e vegetais. Os recursos naturais incluem caulino, silica sand, gesso, e vidro.
O Governo Local é povoado principalmente pelos auoris, um subconjunto dos iorubás e os habitantes originais da área. No entanto, outros grupos étnicos como Ebás, Eguns e ieuás também vivem aqui. Atualmente, existem onze obalados (incumbências de obás) tradicionais na área de governo local, a saber: Olotá de Otá, Olofim de Ado-Odo, Olojá Ecum de Ibexá, Onilobô de Ilobô, Alabará de Abará, Amirô de Ilamirô, Onicoco de Coco Ebié, Onicobo de Icobo, Onitecum de Itecum, Onigum de Odã Abujá e Olodã de Odã Abujá Sulê.
A área do governo local possui uma variedade de atrações culturais, tradicionais e históricas. Um dos mais populares é o Egungum (Masquerade) festival em Ota ao lado do Odudua festival. Há também santuários em Ijamidô e Obodô. O segundo edifício mais antigo da África Ocidental pode ser encontrado em Otá, a paróquia da Igreja Anglicana de São Tiago, construída em 1842.
O código postal da área é 112.